# 장요양
장요양(張耀揚, 1963년 7월 20일 ~ )은 홍콩의 배우이다.

## 출연 작품
- 타이거 맨
- 신격대도
- 무간도 II: 혼돈의 시대 - 나계현 역
- 호접비
- 고혹자 3 : 척수차천 - 진천웅(까마귀) 역
- 고혹자 4 : 전무불승 - 요양 역
- 고혹자 6 : 승자위왕 - 아키라 역